# Jozef Tomko
Jozef Tomko (Udavské, 11 marzo 1924 – Roma, 8 agosto 2022) è stato un cardinale e arcivescovo cattolico slovacco.

## Biografia
Jozef Tomko è nato l'11 marzo 1924 a Udavské, distretto di Humenné e diocesi di Košice (oggi arcidiocesi), nella parte orientale della Repubblica Cecoslovacca (oggi in Repubblica Slovacca).

### Formazione e ministero sacerdotale
Dopo aver ricevuto l'istruzione primaria nella città natale, nel 1935 ha cominciato quella secondaria presso il liceo di Michalovce, a circa 32 km di distanza, ottenendo il diploma nel 1943. Sentendo maturare la vocazione al sacerdozio, poco dopo si è iscritto in seminario e ha iniziato la facoltà di teologia cattolica dei Santi Cirillo e Metodio presso l'Università Comenio di Bratislava. Tuttavia il suo percorso si è interrotto presto poiché, avendo notate le sue abilità, nell'autunno 1945 Jozef Čársky, vescovo di Košice, lo ha inviato a Roma per continuare gli studi: qui è divenuto alunno del Pontificio Collegio Nepomuceno, frequentando al contempo prima la Pontificia Università Lateranense e in seguito la Pontificia Università Gregoriana.
Ha ricevuto l'ordinazione sacerdotale il 12 marzo 1949, a Roma, per imposizione delle mani di Luigi Traglia, arcivescovo titolare di Cesarea di Palestina e vicegerente della diocesi di Roma nonché futuro cardinale; si è incardinato, il giorno dopo aver compiuto venticinque anni, come presbitero della diocesi di Košice. Dopo il 1948, infatti, non gli è stato più possibile tornare in patria a causa dell'instaurazione della Repubblica socialista e della conseguente persecuzione dei cristiani da parte del governo comunista; ha avuto l'occasione di farlo brevemente solo nel 1968, prima che iniziasse il processo di "normalizzazione".
Nel 1950 gli sono stati affidati gli incarichi di economo e vicerettore dello stesso Collegio Nepomuceno e dell'attiguo convitto per sacerdoti provenienti da diversi Stati, fino al 1965. Contemporaneamente ha continuato gli studi conseguendo: nel 1951 il dottorato in teologia alla Lateranense con la tesi De inhabitatione Spiritus Sancti secundum B. Petrum de Tarantasia ("La presenza dello Spirito Santo secondo il Beato Pietro di Tarantasia"); nel 1956 il dottorato in scienze sociali alla Gregoriana con la tesi Il rapporto di lavoro in Cecoslovacchia negli anni 1945 – 1954; nel 1961 il dottorato in diritto canonico nuovamente alla Lateranense con la tesi Die Errichtung der Diözesen Zips, Neusohl und Rosenau (1776) und das königliche Patronatsrecht in Ungarn ("L'istituzione delle diocesi di Spiš, Neusohl e Rosenau (1776) e i diritti di patronato reale in Ungheria"). Durante l'anno accademico 1955 – 1956 ha anche insegnato brevemente all'Università internazionale di Studi sociali "Pro Deo".

#### Servizio nella Curia romana
Il 5 dicembre 1959 papa Giovanni XXIII gli ha conferito il titolo onorifico di Cameriere segreto soprannumerario. Il 25 dicembre successivo è stato uno dei firmatari dell'iniziativa per costruire l'Istituto slovacco dei santi Cirillo e Metodio a Roma, per l'educazione dei giovani sacerdoti, nonché dei centri di vita religiosa e culturale degli slovacchi all'estero; tra il 1960 e il 1963 si è occupato di questa istituzione, fondandone la rivista, cercando di risolvere le obiezioni degli ambienti cattolici e politici cechi, gli ostacoli amministrativi e finanziari. Negli anni successivi ha dimostrato la sua vicinanza ai connazionali, visitando numerose comunità slovacche della diaspora in altri Paesi europei, negli Stati Uniti d'America e in Canada. Nel 1962 è anche entrato in servizio presso la Congregazione del Sant'Uffizio come aiutante di studio nella sezione della censura libri e durante il Concilio Vaticano II ha lavorato come consulente esperto di questioni religiose.
Il nuovo papa Paolo VI lo ha subito confermato nella dignità di cameriere segreto soprannumerario il 3 agosto 1963, promuovendolo capo dell'ufficio dottrinale della Congregazione per la dottrina della fede, ex Sant'Uffizio, nel 1966. Nel 1967 lo ha chiamato a prendere parte come segretario speciale alla I assemblea generale ordinaria del Sinodo dei vescovi, svoltasi dal 29 settembre al 29 ottobre dello stesso anno nella Città del Vaticano, con tema La preservazione e il rafforzamento della fede cattolica, la sua integrità, il suo vigore, il suo sviluppo, la sua coerenza dottrinale e storica. Nel 1969 lo ha nominato segretario aggiunto della Commissione teologica internazionale, istituita l'11 aprile, mantenendo l'incarico fino al 1971, quando gli è succeduto Jozef Zlatňanský; nello stesso periodo è divenuto membro del Comitato per la famiglia.
Il 17 giugno 1970 è stato promosso prelato d'onore di Sua Santità e lo stesso anno ha cominciato a tenere il corso di aggiornamento canonico alla Pontificia Università Gregoriana, insegnandovi fino al 1978. Il 21 dicembre 1974 il papa lo ha nominato sottosegretario della Congregazione per i vescovi, succedendo al dimissionario Goffredo Mariani, e ha ricoperto tale ufficio fino alla promozione all'episcopato. Nonostante i numerosi incarichi, ha svolto anche il ministero pastorale in diverse parrocchie della diocesi di Roma e della sede suburbicaria di Porto-Santa Rufina.
Inoltre ha rappresentato la Chiesa cattolica agli incontri ecumenici sulla teologia del matrimonio e sui matrimoni misti a Roma (1970), Strasburgo (1971), Madrid (1972) e Basilea (1973). Nel novembre 1972 è stato membro della delegazione ufficiale della Santa Sede durante una visita al Consiglio ecumenico delle Chiese e alla Federazione mondiale luterana a Ginevra. Inoltre, come delegato ufficiale, ha partecipato a molti altri incontri internazionali ed ecumenici dei vescovi cattolici, come gli incontri regionali della Federazione delle conferenze episcopali dell'Asia (Manila, 1970), dell'Oceania (Sydney, 1973) e dell'America Latina (Puebla, 1979).

### Ministero episcopale
Il 12 luglio 1979 papa Giovanni Paolo II lo ha nominato, cinquantacinquenne, 2º segretario generale del Sinodo dei vescovi; è succeduto a Władysław Rubin, cessato nell'incarico dopo la creazione a cardinale. Contestualmente lo ha elevato alla dignità episcopale, assegnandogli la sede titolare di Doclea con dignità di arcivescovo. Ha ricevuto la consacrazione episcopale il 15 settembre successivo, nella Cappella Sistina, per imposizione delle mani dello stesso pontefice, assistito dai co-consacranti monsignori Eduardo Martínez Somalo, arcivescovo titolare di Tagora e sostituto per gli affari generali della Segreteria di Stato nonché futuro cardinale, e Andrew Gregory Grutka, vescovo di Gary. La celebrazione, avvenuta il giorno di Maria Addolorata, patrona della Slovacchia, è stata presieduta dal papa come gesto di amicizia nei confronti del nuovo vescovo e in segno di rispetto e ammirazione per la Chiesa sofferente nel suo Paese. Come motto episcopale ha scelto Ut Ecclesia aedificetur, che tradotto vuol dire "Affinché la Chiesa sia edificata". Il 18 ottobre seguente è stato nominato anche membro della Pontificia commissione per l'interpretazione dei decreti del Concilio Vaticano II.
Come segretario ha ricoperto un ruolo di primo piano durante tre riunioni del Sinodo dei vescovi: l'Assemblea speciale per i Paesi Bassi, dal 14 al 31 gennaio 1980, con tema La situazione pastorale nei Paesi Bassi; la V assemblea generale ordinaria, dal 26 settembre al 25 ottobre 1980, con tema La famiglia cristiana; la VI assemblea generale ordinaria, dal 29 settembre al 29 ottobre 1983, con tema La penitenza e la riconciliazione nella missione della Chiesa. Durante i sei anni di incarico, ha reso più efficiente la struttura di questo importante organo collegiale, curando tra l'altro il volume "Il Sinodo dei Vescovi, natura, metodo, prospettive" (1985). Ha dovuto affrontare anche diversi problemi che si erano delineati nel periodo post-conciliare: alcuni vescovi e conferenze episcopali, ad esempio quella dei Paesi Bassi, avevano dato interpretazioni eccessivamente liberali delle risoluzioni conciliari, entrando in conflitto con gli insegnamenti tradizionali della Chiesa; al contrario, altrove si erano sviluppate tendenze conservatrici e riluttanti a cambiare le forme tradizionali di venerazione e i riti religiosi.
Ha preso parte anche alle celebrazioni per il 25º anniversario dell'istituzione del CELAM a Rio de Janeiro nel 1980 e alla riunione del Simposio delle conferenze episcopali di Africa e Madagascar a Yaoundé nel 1981; inoltre è stato alla guida della rappresentanza vaticana alla riunione dei ministri europei per gli affari della famiglia svoltasi a Roma nel 1981. È stato pure membro del Consiglio superiore delle Pontificie Opere Missionarie.

### Cardinalato

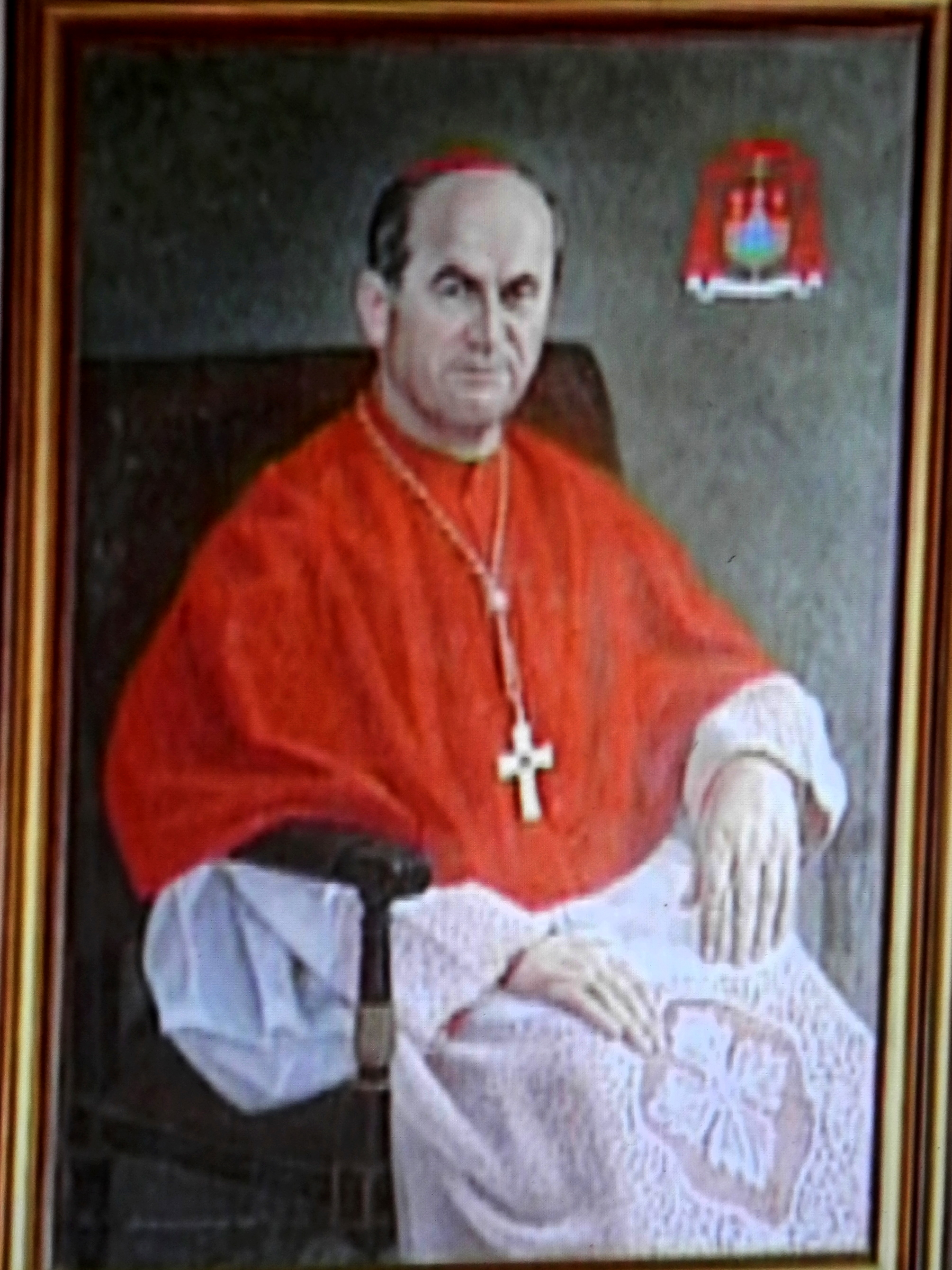
Ritratto del cardinale Tomko.

Stemma cardinalizio.

Il 24 aprile 1985 il papa lo ha nominato pro-prefetto della Congregazione per l'evangelizzazione dei popoli; è succeduto a Dermot Ryan, deceduto improvvisamente all'età di sessant'anni il 21 febbraio precedente senza aver neppure ricevuto la porpora cardinalizia. Lo stesso giorno, al termine dell'udienza generale, papa Giovanni Paolo II ha annunciato la sua creazione a cardinale nel concistoro del 25 maggio seguente; è stato il quarto slovacco a ricevere la porpora cardinalizia nella storia della Chiesa, il primo chiamato in Curia romana. Durante la cerimonia gli sono stati conferiti la berretta, l'anello cardinalizio e la diaconia di Gesù Buon Pastore alla Montagnola, istituita con la bolla pontificia Purpuratis Patribus il precedente 3 maggio. In seguito ha preso possesso della sua diaconia.
Due giorni dopo, il 27 maggio, è divenuto a tutti gli effetti prefetto dell'ex Congregatio de Propaganda Fide, ricevendo contemporaneamente l'incarico accademico di gran cancelliere della Pontificia Università Urbaniana. Il 18 marzo 1989 è stato messo a capo anche della Commissione interdicasteriale per i religiosi consacrati, organismo istituito nella stessa data e posto sotto l'egida della Congregazione per l'evangelizzazione dei popoli. Il dicastero di cui è stato prefetto gestiva la promozione dell'attività missionaria nei Paesi in via di cristianizzazione con ampi poteri ed era uno dei più importanti nella Curia romana. Ciò lo ha portato a compiere molteplici viaggi nelle terre di recente evangelizzazione di tutto il globo, consacrando numerosi vescovi, sovvenzionando ed inaugurando nuove strutture diocesane.
In qualità di capo dicastero, ha partecipato a quasi tutte le riunioni del Sinodo dei vescovi svoltesi nei successivi vent'anni: alla II assemblea generale straordinaria (24 novembre – 8 dicembre 1985), con tema XX anniversario della conclusione del Concilio Vaticano II, che in gran parte aveva organizzato lui stesso; alla VII assemblea generale ordinaria (1º – 30 ottobre 1987), con tema La vocazione e la missione dei laici nella Chiesa e nel mondo, di cui aveva già avviato le consultazioni e pubblicato i "lineamenta"; alla VIII assemblea generale ordinaria (30 settembre – 28 ottobre 1990) con tema La formazione dei sacerdoti nelle circostanze attuali; alla I assemblea speciale per l'Europa (28 novembre – 14 dicembre 1991) con tema Siamo testimoni di Cristo che ci ha liberato; alla I assemblea speciale per l'Africa (10 aprile – 8 maggio 1994) con tema La Chiesa in Africa e la sua missione evangelizzatrice verso l'anno 2000: "Sarete miei testimoni" (At 1, 8); alla IX assemblea generale ordinaria (2 – 9 ottobre 1994) con tema La vita consacrata e la sua missione nella Chiesa e nel mondo; alla I assemblea speciale per l'America (12 novembre – 12 dicembre 1997) con tema Incontro con Gesù Cristo vivo: il cammino per la conversione, la comunione e la solidarietà in America; alla I assemblea speciale per l'Asia (19 aprile – 14 maggio 1998), con tema Gesù Cristo il Salvatore e la sua missione di amore e servizio in Asia: "Io sono venuto perché abbiano la vita e l’abbiano in abbondanza" (Gv 10, 10), di cui è stato presidente delegato e membro del consiglio pre-sinodale e di quello post-sinodale; alla I assemblea speciale per l'Oceania (22 novembre – 12 dicembre 1998) con tema Gesù Cristo: seguire la sua Via, proclamare la sua Verità, vivere la sua Vita: una chiamata per i popoli dell'Oceania; alla II assemblea speciale per l'Europa (1º – 23 ottobre 1999) con tema Gesù Cristo, vivente nella sua Chiesa, sorgente di speranza per l'Europa; alla XI assemblea generale ordinaria (2 – 23 ottobre 2005) con tema L'Eucaristia: fonte e culmine della vita e della missione della Chiesa. Inoltre ha partecipato alla IV conferenza generale del Consiglio episcopale latinoamericano (Santo Domingo, 12 – 28 ottobre 1992).
In quasi trent'anni, tre diversi pontefici lo hanno nominato inviato speciale in occasione di diverse cerimonie: alla celebrazione in onore dei Santi martiri dell'Uganda (Kampala, 3 giugno 1986); al III Congresso missionario latinoamericano (Bogotà, 5 – 8 luglio 1987); alle celebrazioni per il centenario dell'evangelizzazione del Mali (Bamako, 15 – 20 novembre 1988); alla celebrazione per il centenario del pellegrinaggio al Santuario nazionale mariano di Notre-Dame de la Délivrance (Dakar, 8 dicembre 1989); al IV Congresso missionario latinoamericano (Lima, 3 – 8 febbraio 1991); alle celebrazioni per il centenario dell'istituzione della Chiesa cattolica in Camerun (1º – 8 dicembre 1991); alla celebrazione per il 150º anniversario dell'evangelizzazione del Regno di Tonga (novembre 1992); alla celebrazione per il centenario dell'evangelizzazione dell'arcidiocesi di Accra (22 agosto 1993); alla celebrazione per il 150º anniversario dell'evangelizzazione delle Isole Figi (15 agosto 1994); alla cerimonia di chiusura del centenario per l'evangelizzazione della Namibia (Windhoek, 8 dicembre 1996); alla cerimonia per il 150º anniversario dell'erezione della diocesi di Port-Louis (26 ottobre 1997); al VI Congresso missionario latinoamericano ed al I Congresso missionario americano (Paraná, 28 settembre – 3 ottobre 1999); alla promulgazione degli atti del I Concilio plenario della Chiesa in Slovenia (Lubiana, 18 maggio 2002); alla cerimonia di traslazione delle reliquie del beato vescovo Teodoro Romža (Užhorod, 28 giugno 2003); alle celebrazioni conclusive del Congresso eucaristico nazionale slovacco (Petržalka, 18 settembre 2005); alle celebrazioni per il I Congresso eucaristico internazionale universitario (Murcia, 9 – 13 novembre 2005); alle celebrazioni conclusive dell'anno dedicato all'Apostolo San Paolo (Grecia, 29 giugno 2009); alla celebrazione conclusiva del 150º anniversario dell'evangelizzazione di Taiwan (Taipei, 22 novembre 2009); alla celebrazione del III centenario della consacrazione della cattedrale di Minsk (9 ottobre 2010); alla celebrazione conclusiva dell'anno giubilare del 600º anniversario del Miracolo eucaristico di Ludbreg (4 settembre 2011); alla celebrazione per il centenario della dedicazione della cattedrale dell'Immacolata Concezione (Mosca, 25 settembre 2011); alla celebrazione giubilare del 600º anniversario dell'arcidiocesi di Leopoli (8 settembre 2012); alla celebrazione per il 25º anniversario della liberazione dell'eparchia di Mukačevo (28 giugno 2014).
Il 28 agosto 1987 ha presieduto la celebrazione per l'apertura della Porta Santa della basilica di Santa Maria di Collemaggio dell'Aquila in occasione della Perdonanza Celestiniana.
Nel 1989 è tornato in Slovacchia, per la prima volta dopo ventuno anni, per consacrare František Tondra, vescovo di Spiš; ciò ha simboleggiato un mutamento significativo dell'atteggiamento dello Stato socialista nei confronti della Chiesa. È tornato nuovamente in patria nel 1990 e poi il 21 aprile 1991, parlando alla sessione plenaria del Consiglio nazionale slovacco: durante il suo discorso, ha sottolineato il ritorno alle radici cristiane dei Santi Cirillo e Metodio del popolo slovacco.

Il cardinale Tomko (a sinistra), insieme a papa Giovanni Paolo II ed al cardinale Ján Chryzostom Korec, suo connazionale.

Il cardinale Tomko con Madre Teresa di Calcutta.

Il 29 gennaio 1996, durante il concistoro ordinario pubblico per il voto su alcune cause di canonizzazione, dopo averne fatto richiesta ha optato per l'ordine dei cardinali presbiteri rinunciando alla diaconia di Gesù Buon Pastore alla Montagnola in favore del titolo presbiterale di Santa Sabina, avendo trascorso un decennio come cardinale diacono, ai sensi del can. 350 § 5-6 del Codice di diritto canonico. In seguito ha preso possesso del suo titolo. A tal proposito, dato che il mercoledì delle ceneri si è svolto nella sua chiesa titolare dal 2000 al 2020, è stato lui ad imporre le ceneri sul capo dei papi Giovanni Paolo II, Benedetto XVI e Francesco.
Il 9 aprile 2001 papa Giovanni Paolo II ha accolto la sua rinuncia dall'incarico di prefetto della Congregazione per l'evangelizzazione dei popoli, ai sensi del can. 354 del Codice di diritto canonico, dopo il compimento dei settantasette anni; gli è succeduto il cardinale Crescenzio Sepe.
Il 15 ottobre seguente è stato nominato presidente del Pontificio comitato per i congressi eucaristici internazionali, succedendo all'ottantatreenne cardinale canadese Edouard Gagnon, P.S.S.; è stato confermato nell'incarico il 21 aprile 2005 dal nuovo papa Benedetto XVI. In tale veste ha organizzato e presieduto come legato pontificio il XLVIII Congresso eucaristico internazionale (Guadalajara, 10 – 17 ottobre 2004) ed il XLIX Congresso eucaristico internazionale (Québec, 15 – 22 giugno 2008).
L'8 gennaio 2002 il papa lo ha nominato membro della Pontificia commissione per lo Stato della Città del Vaticano e della Commissione cardinalizia di vigilanza dell'Istituto per le opere di religione.
Dal 23 al 24 settembre 2003 ha preso parte al Congresso interreligioso di Astana, insieme agli arcivescovi Renato Raffaele Martino, Pier Luigi Celata, Józef Wesołowski e Tomasz Peta e agli officiali Julio Murat e Jozef Maj.

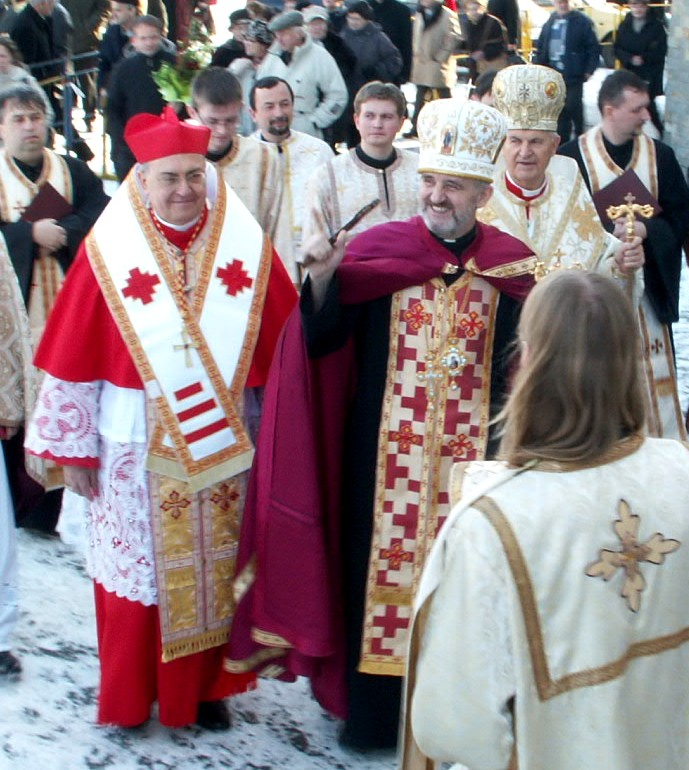
I cardinali Tomko (a destra) e Leonardo Sandri alla consacrazione episcopale di Peter Rusnák, eparca di Bratislava degli slovacchi, il 16 febbraio 2008.

L'11 marzo 2004, al compimento dell'ottantesimo genetliaco, ha perso il diritto di entrare in conclave e ha cessato di essere membro dei dicasteri della Curia romana, in conformità all'art. II § 1-2 del motu proprio Ingravescentem Aetatem. Per questo motivo, non ha potuto partecipare né al conclave del 2005, che ha portato all'elezione di papa Benedetto XVI, né a quello del 2013, che ha portato all'elezione di papa Francesco.

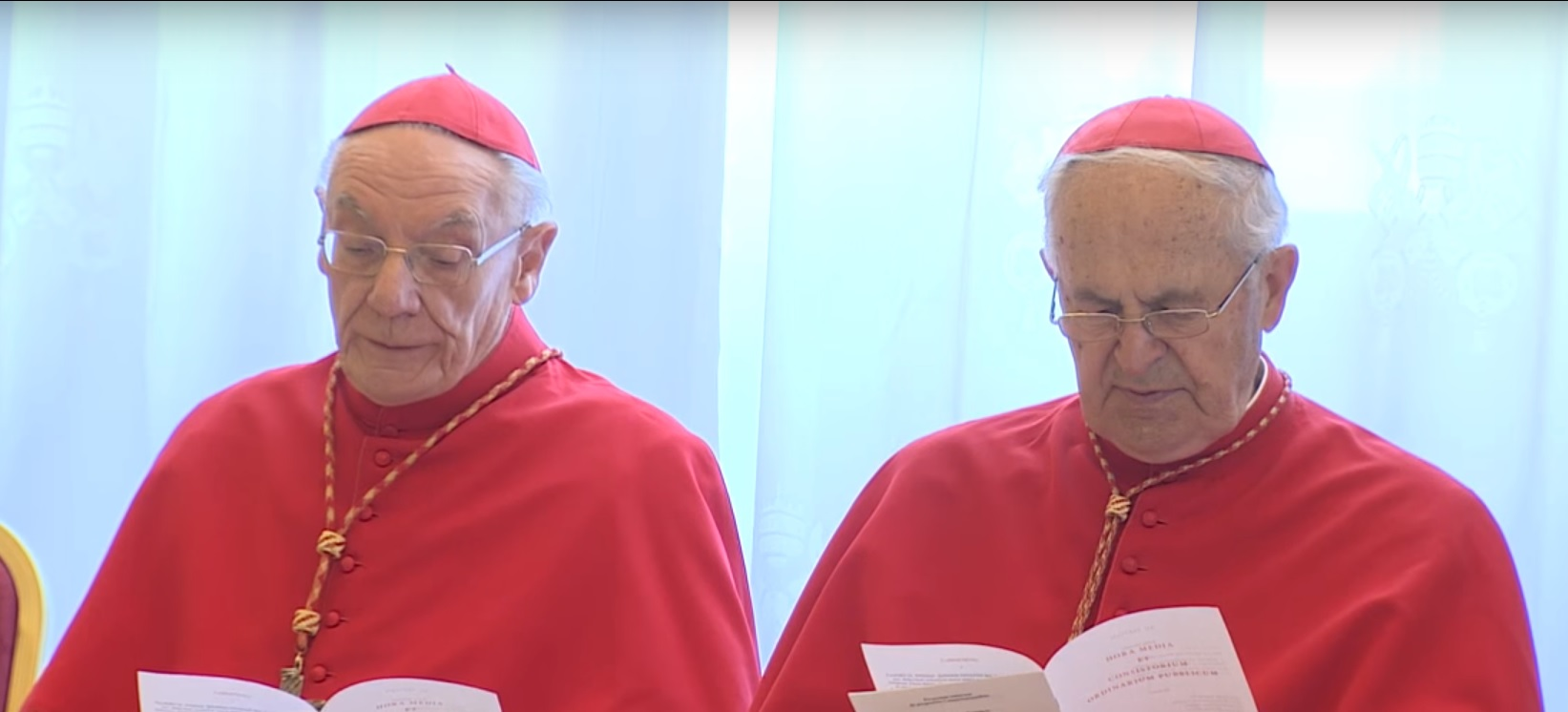
I cardinali Tomko (a destra) e Paul Poupard durante il concistoro del 20 aprile 2017.

Ha mantenuto l'incarico di presidente del Pontificio comitato per i congressi eucaristici internazionali fino al 1º ottobre 2007, quando gli è succeduto monsignor Piero Marini, arcivescovo titolare di Martirano e fino ad allora maestro delle Celebrazioni liturgiche pontificie.
Il 17 marzo 2010 è entrato a far parte della Commissione internazionale di inchiesta su Međugorje presso la Congregazione per la dottrina della fede, che ha terminato le proprie indagini il 17 gennaio 2014.
Il 24 aprile 2012 è stato nominato collaboratore della commissione costituita da papa Benedetto XVI per indagare sulla fuoriuscita di notizie e documenti riservati dal Vaticano insieme ai cardinali Julián Herranz Casado e Salvatore De Giorgi.
Il 29 luglio 2021, giorno della morte del cardinale Albert Vanhoye, era divenuto il più anziano cardinale vivente.
Dopo essere stato ricoverato presso il Policlinico Agostino Gemelli il 25 giugno 2022 a causa di una lesione alla vertebra cervicale e venendone dimesso il 6 agosto successivo, è deceduto all’età di novantotto anni nel suo appartamento a Roma l'8 agosto 2022. I solenni funerali sono stati celebrati l'11 agosto presso l'altare della Cattedra nella basilica di San Pietro in Vaticano dal decano del collegio cardinalizio Giovanni Battista Re e, al termine della messa, papa Francesco ha presieduto i riti dell'ultima commendatio e della valedictio. Due giorni dopo la salma è stata trasferita a Bratislava, con un aereo speciale offerto dal governo slovacco, ed infine ha raggiunto la città di Košice dove, in seguito ad un altro funerale concelebrato dai cardinali Dominik Duka, Stanisław Dziwisz e Péter Erdő il 16 agosto, è stato sepolto nella cripta sotto l’altare principale della cattedrale di Sant'Elisabetta d'Ungheria.

## Riconoscimenti
In diversi Paesi è stato insignito della laurea honoris causa: Calumet College of Saint Joseph, Hammond (Stati Uniti); Università Cattolica Fu Jen, Nuova Taipei (Taiwan); Facoltà di Teologia, Università Comenio di Bratislava (Slovacchia); Facoltà di Teologia, Varsavia (Polonia); Università di Buenos Aires (Argentina); Pontificia università cattolica argentina.
Per il contributo allo sviluppo della cultura, dell'istruzione e dell'umanità, l'11 dicembre 2001 la Facoltà di Medicina dell'Università Pavel Jozef Šafárik di Košice gli ha conferito il dottorato ad honorem. In occasione del suo ottantesimo compleanno, l'Università di Trnava gli ha conferito la laurea honoris causa. Nel mese di aprile del 2006, gli è stato conferito il titolo di dottore honoris causa dall'Università cattolica di Ružomberok.

## Genealogia episcopale e successione apostolica
La genealogia episcopale è:
- Cardinale Scipione Rebiba
- Cardinale Giulio Antonio Santori
- Cardinale Girolamo Bernerio, O.P.
- Arcivescovo Galeazzo Sanvitale
- Cardinale Ludovico Ludovisi
- Cardinale Luigi Caetani
- Cardinale Ulderico Carpegna
- Cardinale Paluzzo Paluzzi Altieri degli Albertoni
- Papa Benedetto XIII
- Papa Benedetto XIV
- Papa Clemente XIII
- Cardinale Enrico Benedetto Stuart
- Papa Leone XII
- Cardinale Chiarissimo Falconieri Mellini
- Cardinale Camillo Di Pietro
- Cardinale Mieczysław Halka Ledóchowski
- Cardinale Jan Maurycy Paweł Puzyna de Kosielsko
- Arcivescovo Józef Bilczewski
- Arcivescovo Bolesław Twardowski
- Arcivescovo Eugeniusz Baziak
- Papa Giovanni Paolo II
- Cardinale Jozef Tomko

La successione apostolica è:
- Arcivescovo Pietro Sambi (1985)
- Vescovo Mathias Kappil (1986)
- Vescovo Amedeus Msarikie (1986)
- Vescovo Hippolytus Anthony Kunnunkal, O.F.M.Cap. (1986)
- Cardinale John Njue (1986)
- Arcivescovo Christophe Munzihirwa Mwene Ngabo, S.I. (1986)
- Vescovo Joseph Victor Adamec (1987)
- Vescovo Longinus Atundo (1987)
- Vescovo Edouard Mathos (1988)
- Vescovo Jean-Gabriel Diarra (1988)
- Cardinale Jean Zerbo (1988)
- Vescovo František Tondra (1989)
- Vescovo Ján Hirka (1990)
- Arcivescovo Alojz Tkáč (1990)
- Vescovo Eduard Kojnok (1990)
- Vescovo Rudolf Baláž (1990)
- Vescovo Cornelius Kipng'eno Arap Korir (1990)
- Arcivescovo Edmond Djitangar (1992)
- Vescovo Yohannes Woldegiorgis (1992)
- Vescovo Joseph Sunday Ajomo (1992)
- Vescovo Augustin Misago (1992)
- Vescovo Frédéric Rubwejanga (1992)
- Arcivescovo Bernard Bober (1993)
- Vescovo Linus Okok Okwach (1993)
- Vescovo Lorenzo Ceresoli, M.C.C.I. (1994)
- Vescovo Joseph Shipandeni Shikongo, O.M.I. (1994)
- Arcivescovo Peter Liu Cheng-chung (1994)
- Vescovo Ernest Patili Assi (1994)
- Vescovo Victor Dovi Hounnaké (1994)
- Vescovo Pierre Koffi Seshie (1994)
- Vescovo Paolo Mietto, C.S.I. (1994)
- Arcivescovo Charles Asa Schleck, C.S.C. (1995)
- Vescovo Anthony Kwami Adanuty (1995)
- Vescovo Gabriel Akwasi Abiabo Mante (1995)
- Arcivescovo Philip Naameh (1995)
- Arcivescovo Thomas Kwaku Mensah (1995)
- Vescovo Joseph Osei-Bonsu (1995)
- Arcivescovo Boniface Lele (1996)
- Arcivescovo Philip Arnold Subira Anyolo (1996)
- Vescovo Luigi Locati (1996)
- Vescovo Vincent Samuel (1996)
- Arcivescovo Daniel Acharuparambil, O.C.D. (1996)
- Vescovo Dominique Bonnet, C.S.Sp. (1997)
- Vescovo Timothée Modibo-Nzockena (1997)
- Vescovo Joseph O. Egerega (1997)
- Vescovo John 'Oke Afareha (1997)
- Vescovo Wenceslas Compaoré (1997)
- Arcivescovo Paul Yemboaro Ouédraogo (1997)
- Vescovo Janvier Kataka Luvete (1997)
- Vescovo Jozef Zlatňanský (1997)
- Arcivescovo Pius Alick Mvundla Ncube (1998)
- Arcivescovo Marcello Zago, O.M.I. (1998)
- Vescovo Maurice Anthony Crowley, S.P.S. (1998)
- Vescovo Norman King'oo Wambua (1998)
- Arcivescovo Zef Gashi, S.D.B. (1998)
- Vescovo Francisco Javier Múnera Correa, I.M.C. (1999)
- Vescovo Anthony Ireri Mukobo, I.M.C. (2000)
- Vescovo David Kamau Ng'ang'a (2000)
- Vescovo Patrick Joseph Harrington, S.M.A. (2000)
- Vescovo Francis Baldacchino, O.F.M.Cap. (2000)
- Vescovo Virgilio Pante, I.M.C. (2001)
- Vescovo Peter Rusnák (2008)
- Arcivescovo Róbert Bezák, C.SS.R. (2009)